# Ohre (district)
Districtul Ohre este un fost district (Kreis) din landul Saxonia-Anhalt, Germania. 